# ليباوسكي الكبير

ليباوسكي الكبير (بالإنجليزية:  The Big Lebowski)‏ هو فيلم أمريكي-بريطاني كوميدي أنتج في عام 1998 من تأليف وإخراج الأخوين كوين من بطولة جيف بريدجز الذي قام بدور جيف ليباوسكي وهو رجل من لوس انجلوس عاطل عن العمل وهو لاعب بولينج شره وبعد مشكلة بسبب تشابه الأسماء اختطفت زوجة ميليونير يدعى جيفري ليباوسكي وأستدعى المليونير جيف ليباوسكي لحل المشكلة وكلفه بتوصيل الفدية للخاطفين من أجل إطلاق سراح زوجته، ولكن تزداد الأمور سوءا عندما يقرر صديق ليباوسكي والتر سوبتشاك الذي قام بدوره جون غودمان بالأحتفاظ بالفدية.
الفيلم في غطى تكاليفه (15 مليون دولار) بتحقيقه عائدات تساوي (46 مليون دولار). هذه الارقام ليست عالية خصوصا ان الفيلم اشترك فيه العديد من النجوم و فنيا لم يلقى الكثير من الصيت، ولكن بعد ذلك تحولت الآراء النقدية وقيمته تقييما إيجابيا وأصبح الفيلم أيقونه ثقافية وأصبح له جماهيرية واسعة، وفي عام 2002 كرس بعض محبي الفيلم من مدينة لويفيل كنتاكي جهودهم لإنشاء مهرجان خاص بعشاق الفيلم. في العام 2014, اختارت مكتبة الكونغرس إضافة الفيلم إلى مجموعة (السجل الوطني للأفــلام) المرموقة لما له من تأثير ثقافي و فني.

## روابط خارجية
- ليباوسكي الكبير على موقع IMDb (الإنجليزية)
- ليباوسكي الكبير على موقع ميتاكريتيك (الإنجليزية)
- ليباوسكي الكبير على موقع الموسوعة البريطانية (الإنجليزية)
- ليباوسكي الكبير على موقع روتن توميتوز (الإنجليزية)
- ليباوسكي الكبير على موقع نتفليكس (الإنجليزية)
- ليباوسكي الكبير على موقع قاعدة بيانات الأفلام العربية
- ليباوسكي الكبير على موقع ألو سيني (الفرنسية)
- ليباوسكي الكبير على موقع Turner Classic Movies (الإنجليزية)
- ليباوسكي الكبير على موقع أول موفي (الإنجليزية)
- ليباوسكي الكبير على موقع بوكس أوفيس موجو (الإنجليزية)